# Tercer Festival de la Nueva Canción Latinoamericana
Tercer Festival de la Nueva Canción Latinoamericana, è un doppio LP registrato dal vivo testimonianza di alcuni concerti tenutisi nel luglio 1984 al Coliseo J.C.Hidalgo a Quito (Ecuador) e pubblicato nello stesso anno dal Comité Internacional de la Nueva Canción in collaborazione con Discos Eco.
Nella nota interna al disco, scritta da Edmundo Ribadeneira (direttore della Casa de la Cultura Ecuatoriana) viene specificato che durante il festival, organizzato dalla Casa de la Cultura Ecuatoriana e dal Movimiento Ecuatoriano de la Nueva Canción, nella settimana dedicata ai concerti, hanno suonato quasi 150 musicisti in rappresentanza di oltre venti diversi paesi. Sono presenti artisti provenienti 
dalla Spagna (Luis Eduardo Aute), 
dagli Stati Uniti d'America (Holly Near), 
da Cuba (Silvio Rodríguez, Noel Nicola, Vicente Feliú) 
dal Cile (Grupo Raíz, Inti-Illimani) 
dal Nicaragua (Luis Enrique Mejía Godoy)
dal Messico (Óscar Chávez, Los Folkloristas)
dal Perù (Tania Libertad)
dall'Argentina (León Gieco, Quinteto tiempo).
Al disco contribuiscono solo alcuni degli artisti presenti al festival, tra gli esclusi (ma citati nell'LP e con delle foto presenti nell'interno di copertina del disco) artisti quali il cileno Patricio Manns, il boliviano Luis Rico o l'argentino Armando Tejada Gómez. 
Questo disco non è mai stato ristampato in CD e i brani ivi contenuti non sono mai apparsi in raccolte o altri dischi.

## Tracce

### Disco 1
1. Solo le pido a Dios - (L.Gieco) - León Gieco
2. La voz - (Felo) - Grupo Raíz
3. Canción de la critica - (L.E.Aute) - Luis Eduardo Aute
4. Eugenia - (J.Rivas - A.Goizueta) - Adrian Goizueta
5. Unidad - (CH.Near - A.Torf) - Holly Near e Inti-Illimani
6. Nacer de ti - (M.Orestes - L.Franco) - Diálogo Franco
7. Maldicion de Malinche - (G.Palomares) - Los Folkloristas
8. Cuando salgas luna llena - (N.Nicola) - Noel Nicola
9. En que lluvia feliz vivia yo entonces - (G.Mora) - Pueblo nuevo

### Disco 2
1. El mercado de Testaccio - (H.Salinas) - Inti-Illimani
2. Ricardo Semillas - (A.A.D.D.) - Savia nueva
3. La niña del Guatemala - (J.Martí - O.Chávez) - Óscar Chávez
4. Ven a mi encuentro - (V.Santacruz) - Tania Libertad
5. El colibri - (anonimo) - Caíto e Vicente Feliú
6. Historia de una silla - (S.Rodríguez) - Silvio Rodríguez
7. Biko - (B.Regan) - Sweet honey in the rock
8. Canto para un niño de Agonchagüa - (D.R.A.) - Enrique Males
9. Tio Pedro - (D.R.A.) - Quinteto Tiempo
10. Un son para mi pueblo - (L.E.Mejía Godoy) - Luis Enrique Mejía Godoy